# Daniel Rondeau
Daniel Rondeau (7 de mayo de 1948) es un escritor, editor, periodista y diplomático francés autor de una treintena de libros entre los que hay textos autobiográficos, novelas y también textos sobre literatura e historia. Su obra está traducida a varias lenguas. Ha recibido el gran premio de literatura Paul-Morand 1998 para el conjunto de su obra. El gran premio de novela de la Academia francesa le fue otorgado en 2017 por Mecánica del caos. El 6 de junio de 2019 fue elegido para ocupar el asiento número ocho de la Academia francesa.

## Datos biográficos
Hijo de profesores, Daniel Rondeau pasó su niñez y adolescencia en Châlons-sobre-Marne. Tuvo un  hermano,  Gérard Rondeau, fotógrafo reconocido.
Después de estudiar Derecho en Nancy, en París obtuvo su licenciatura en letras. Militó en la extrema izquierda próxima a los maoístas. Trabajó como obrero en diversas fábricas de la Lorena francesa, una experiencia que veinte años después recogió en un libro suyo que fue particularmente bien acogido por la crítica, Entusiasmar.
Publicó en 1979 su primer ensayo titulado Chagrin lorrain, la vida obrera en Lorena (1870-1914), coescrito con François Baudin. Este libro fue saludado por especialistas de la historia obrera (Madeleine Rebérioux : «Un muy hermoso libro», Serge Gorra : «Un libro estimulante, astuto y muy fecundo para los historiadores», André Laude : «Muy hermoso libro, un testimonio emocionante»). En esa misma época, trabajó para Radio Noreste y creó la emisión Memorias abiertas donde utilizó los centenares de testimonios que grabó durante sus años de obrero.

## Escritor
En 1982, Daniel Rondeau publicó su primera novela, L'age déraison, verdadera biografía imaginaria de Johnny H. Estoy seguro que Daniel Rondeau es un escritor".

## Periodista
En 1982, a instancias de Serge July, se convirtió en redactor en jefe de la sección de cultura del periódico Liberación. En 1984, publicó con Jean-François Fogel ¿Por qué escriben?, suma de las respuestas dadas a esta cuestión por 400 escritores del mundo entero.

## Editor
En 1987, el notario Gérard Voitey pidió a Daniel Rondeau ayuda para fundar una editorial, Ediciones Quais Voltaire, orientada a la literatura y a los viajes. La aventura terminó en enero de 1995 tras el suicidio de dicho notario.

## Diplomático
- Embajador de Francia en Malta.
- Delegado de Francia ante la UNESCO.

## Distinciones

### Premios
- 1988, Premio de la novela popular por Entusiasmar.
- 1994, Premio Literario Libertad por Las fiestas compartidas.
- 1998, Gran premio de literatura Paul-Morand de la Academia Francesa por el conjunto de su obra.
- 1998, Premio de los Dos Magots por Alejandría.
- 2014, Premio Saint-Simon por Veinte años y más.
- 2015, Premio Jacques Audiberti por el conjunto de su obra.
- 2016, Premio Jules Rimet por Boxing-Club
- 2017, Gran Premio de la Novela de la Academia francesa por Mecánica del caos

### Condecoraciones
- Caballero de la Legión de Honor
- Comendador de Artes y Letras.[11]
- Oficial del orden  nacional del Mérito maltés
- Caballero del Mérito marítimo

## Obra

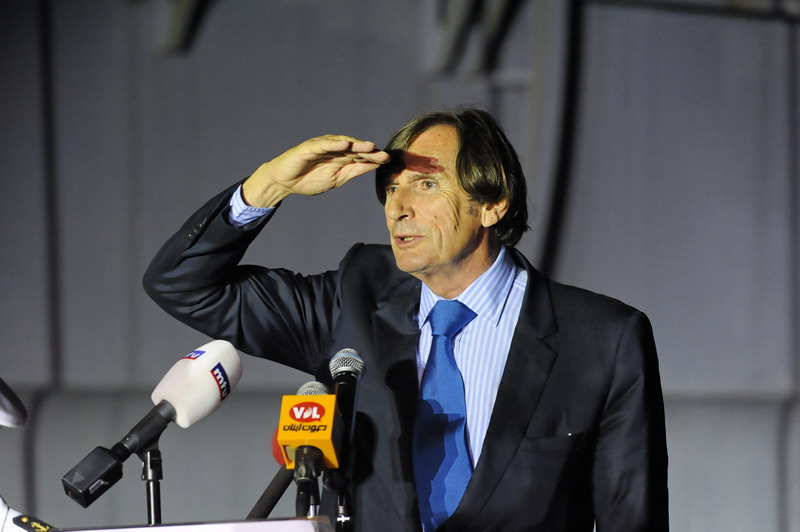
Rondeau en Beirut en 2009

- Chagrin lorrain (con F. Baudin), París, El Umbral, 1979.
- L'age-Déraison, París, El Umbral, 1982.
- Trans-Europ-Express, París, El Umbral, 1984.
- Tánger, París, Quai Voltaire, 1987. Edición Bolsillo, París, Hachette, El Libro de bolsillo, n°6783.
- Entusiasmar, París, Quai Voltaire, 1988; París, Grasset, 2006, coll. "Los Cuadernos Rojos".
- Crónica del Líbano rebelde 1988-1989, París, Grasset, 1991.
- Los Tambores del Mundo, 1989, París, Grasset.
- Retratos champenois (con Gérard Rondeau), Reflejos, 1991.
- La Parte del diablo, París, Grasset, 1992.
- Literatura nuestro cielo, recordar de Heinrich Maria Ledig Rowohlt, París, Grasset, 1992, fuera de comercio.
- Las Fiestas compartidas, lecturas y otros viajes, París, NILO editábamos, 1994 y 2015.
- Mitterrand y nosotros, París, Grasset, 1994.
- De los Hombres libres, La Francia libre por los que lo han hecho, con Roger Stéphane, París, Grasset, 1997.
- Alejandría, París, NILO, 1997. Edición de bolsillo, París, Gallimard, colección "Folio", n°341. Premio de los Dos Magots 1998.
- Tánger y otros Marocs, París, NILO, 1997. Edición de bolsillo, París, Gallimard, col. "Folio", n°3342.
- Estambul, París, NILO, 2002. Edición de bolsillo, París, Gallimard, col. "Folio", n°4118.
- En la andadura del tiempo, París, Grasset, 2004. Edición Bolsillo, París, Hachette, El Libro de bolsillo.
- Camus o las promesas de la vida, París, Mengès, 2005.
- Estambul, La Martinière, 2005 (con fotografías de Marc Moitessier.)
- Las Viñas de Berlín, París, Grasset, 2006.
- Diario de lecturas, Transbordeurs, 2007.
- El Consuelo de Haroué, (con acuarelas de Alberto Bali), Gourcuff Gradenigo, 2007.
- Cartago, París, NILO, 2008. Edición de bolsillo, París, Gallimard, col. "Folio", n° 4948.
- Johnny, París, NILO, 2009.
- Malta Hanina, París, Grasset, 2012. Edición de bolsillo, París, Gallimard, col. "Folio", n° 5572.
- Veinte años y más, París, Flammarion, 2014.
- Boxing-Club, París, Grasset, 2016.
- Mecánica del caos, París, Grasset, 2017.
- La razón y el corazón, París, Grasset, 2018.